# Понґув (Радомщанський повіт)
Понґув (пол. Pągów) — село в Польщі, у гміні Житно Радомщанського повіту Лодзинського воєводства.
Населення — 337 осіб (2011).
У 1975—1998 роках село належало до Ченстоховського воєводства.

## Демографія
Демографічна структура станом на 31 березня 2011 року:
|          | Загалом | Допрацездатний вік | Працездатний вік | Постпрацездатний вік |
| -------- | ------- | ------------------ | ---------------- | -------------------- |
| Чоловіки | 183     | 41                 | 123              | 19                   |
| Жінки    | 154     | 29                 | 83               | 42                   |
| Разом    | 337     | 70                 | 206              | 61                   |